# Haematopota barombi
Haematopota barombi är en tvåvingeart som beskrevs av H. Oldroyd 1952. Haematopota barombi ingår i släktet Haematopota och familjen bromsar.
Artens utbredningsområde är Kongo. Inga underarter finns listade i Catalogue of Life.